# Elettariopsis burttiana
Elettariopsis burttiana är en enhjärtbladig växtart som beskrevs av Yee Kiew Kam. Elettariopsis burttiana ingår i släktet Elettariopsis och familjen Zingiberaceae. Inga underarter finns listade i Catalogue of Life.